# مغزلية منواة
مغزلية منواة (الاسم العلمي: Fusobacterium nucleatum) هي نوع من البكتيريا يتبع جنس المغزلية من الفصيلة المغزلية.